# Type Allocation Code
El Type Allocation Code (TAC) es una parte del código IMEI utilizado para identificar dispositivos wireless.
EL TAC es un número de 8 dígitos que identifica un modelo particular de teléfono móvil ya sea GSM, UMTS u otra red inalámbrica que soporte el código IMEI. 
Anterior al 1 de abril de 2004, el estándar para el código IMEI incluía un número de 6 dígitos llamado Type Approval Code (también TAC), 
que indicaba que un dispositivo particular estaba aprobado por un organismo oficial; y el Final Assembly Code (FAC), 
que identificaba de manera única la empresa fabricante del modelo (que no coincide siempre con la marca indicada en la carcasa del dispositivo).
A partir de esa fecha muchos estados y organismos que utilizaban GSM (principalmente en Europa) decidieron no continuar con la necesidad de aprobar cada dispositivo por un organismo nacional, 
en cambio, a partir de entonces serían los mismos fabricantes quienes se autoregularían. Esto llevó al hecho de que a partir de entonces los fabricantes deberían solicitar los códigos TAC
para cada nuevo dispositivo al organismo internacional de estándares GSM, en vez de tener que solicitar la aprobación de cada dispositivo a un organismo nacional.
Tanto uno como otro código TAC, el código puede ser utilizado para identificar el modelo de dispositivo usado (aunque algunos pueden disponer de más de un código dependiendo de la revisión, 
el lugar de ensamblaje...).
En los dos tipos de TACs, los primeros dos dígitos indican el país de origen del dispositivo. (En el Type Approval Code, indica el país del organismo nacional que aprobó el dispositivo.) 
Estos códigos se basan en la lista ITU-T E.164 
con los códigos de llamadas internacionales, con ciertas variaciones (por ejemplo; 50 para Taiwán; 35 para Finlandia).